# 騙不了人的男人
《騙不了人的男人》是日本電視台於2022年3月26日播出的單集電視劇，由堺雅人主演。

## 登場人物
- 絹咲正：堺雅人（香港配音：潘文柏）[1]

- 淺香澪：門脇麥（香港配音：黃翠如）[1]

- 貴島源一郎：生瀨勝久（香港配音：李錦綸）[1]

- 大森詩子：廣末涼子（香港配音：梁少霞）[1]

- 小山紗枝：村川繪梨（香港配音：鄭麗麗）[2]

- 情報員：皆川猿時（香港配音：蕭徽勇）[2]

- 酒吧師傅：岡部貴志（香港配音：陳欣）[2]

- 栗山：小手伸也（香港配音：葉振聲）[2]

- 前原戈登大輝：光石研（香港配音：招世亮）[2]

- 幣原：遠山俊也（香港配音：陳永信）[2]

- 平瀨：伊藤修子（香港配音：陳琴雲）

- 西野：愛花（香港配音：葉曉欣）

- 大樓設備管理者：ト字たかお（香港配音：林國雄）

- 大森的秘書：阿部翔平（香港配音：鍾見麟）

- 田畑剛史：高木渉（香港配音：雷霆）

- 松本：田中佑弥（香港配音：蘇強文）

- 八木：森準人（香港配音：梁偉德）

- 前野：白石直也（香港配音：陳卓智）

- 婚活派對司儀：（香港配音：黃啟昌）

- 婚活派對女性參加者：下京慶子（香港配音：何璐怡）

- Joe變裝的高齡男性：藏内秀樹（香港配音：盧國權）

- Joe變裝的外國人：蟹江アサド（香港配音：雷霆）

- 絹咲聖子：芳野友美（香港配音：曾秀清）

- 絹咲に頼み事をする男：芹澤興人（香港配音：盧國權）

## 製作團隊
- 劇本：森迅史
- 導演：水野格
- 音樂：澤田完
- 執行製作人：三上繪里子
- 製作人：大倉寬子、田上莉莎
- 製作協力：AX-ON
- 製作著作：日本電視台

## 外部連結
- 官方网站（日語）

## 電視節目的變遷
| 臺灣 緯來日本台 週一至週五 22:00 - 23:00 | 臺灣 緯來日本台 週一至週五 22:00 - 23:00                                            | 臺灣 緯來日本台 週一至週五 22:00 - 23:00 |
| ---------------------------------------- | ----------------------------------------------------------------------------------- | ---------------------------------------- |
|                                          | 正直詐欺師 （2022年6月7日－2022年6月8日）                                           |                                          |
| 半澤直樹 （2022年5月9日－2022年6月6日）  | 男扮女裝家政婦4 （2022年6月9日－2022年6月20日） 男扮女裝家政婦5 （2022年6月21日－） |                                          |